# Нирщина
Ни́рщина — історична область Закарпаття, охоплює всю територію Нижнього та Верхнього Потисся з усіма притоками р. Тиси аж до її гирла. Історично відома під назвою Мархія Рутгенорум («Руська країна», Х ст.).
Зараз знаходиться в Угорщині, охоплює її східні кордони.